# Lupo di Francesco
Lupo di Francesco   (Pisa, segle XIII - segle XIV) va ser un mestre d'obres i escultor actiu a Pisa i a Barcelona a la primera meitat del segle xiv.
Deixeble de Tino di Camaino i de Giovanni Pisano, va succeir el primer en la direcció de les obres del Duomo de Pisa poc després de 1315. Deu anys més tard (1325) és esmentat com el principal mestre d'obres actiu a la ciutat pisana.
Es considera que va tenir un protagonisme destacat en la decoració escultòrica de l'església de Santa Maria della Spina, a Pisa, en relació amb la qual apareix relacionat documentalment el 1325.
Se li atribueixen altres obres a PIsa, com ara el grup escultòric de la façana i els relleus del púlpit de l'església de San Michele in Borgo (conservats al Museu nacional de Sant Matteo), el grup escultòric que dins d'un templet presideix l'entrada del Camposanto, o les escultures del monument funerari dels comtes Gherardesca (originalment a l'església de Sant Francesc, actualment repartides entre el Camposanto i el Museu de San Matteo i possiblement realitzades cap a 1315-20).

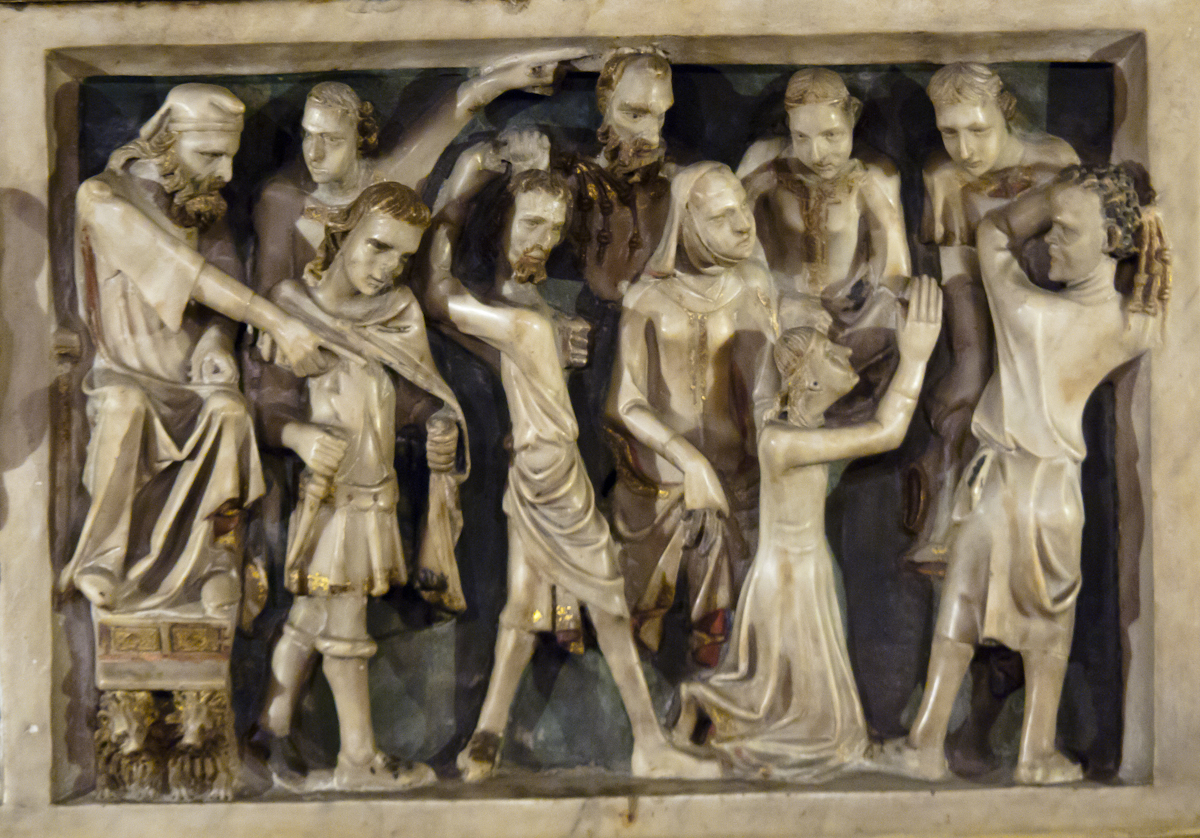
Relleu del sepulcre de Santa Eulàlia

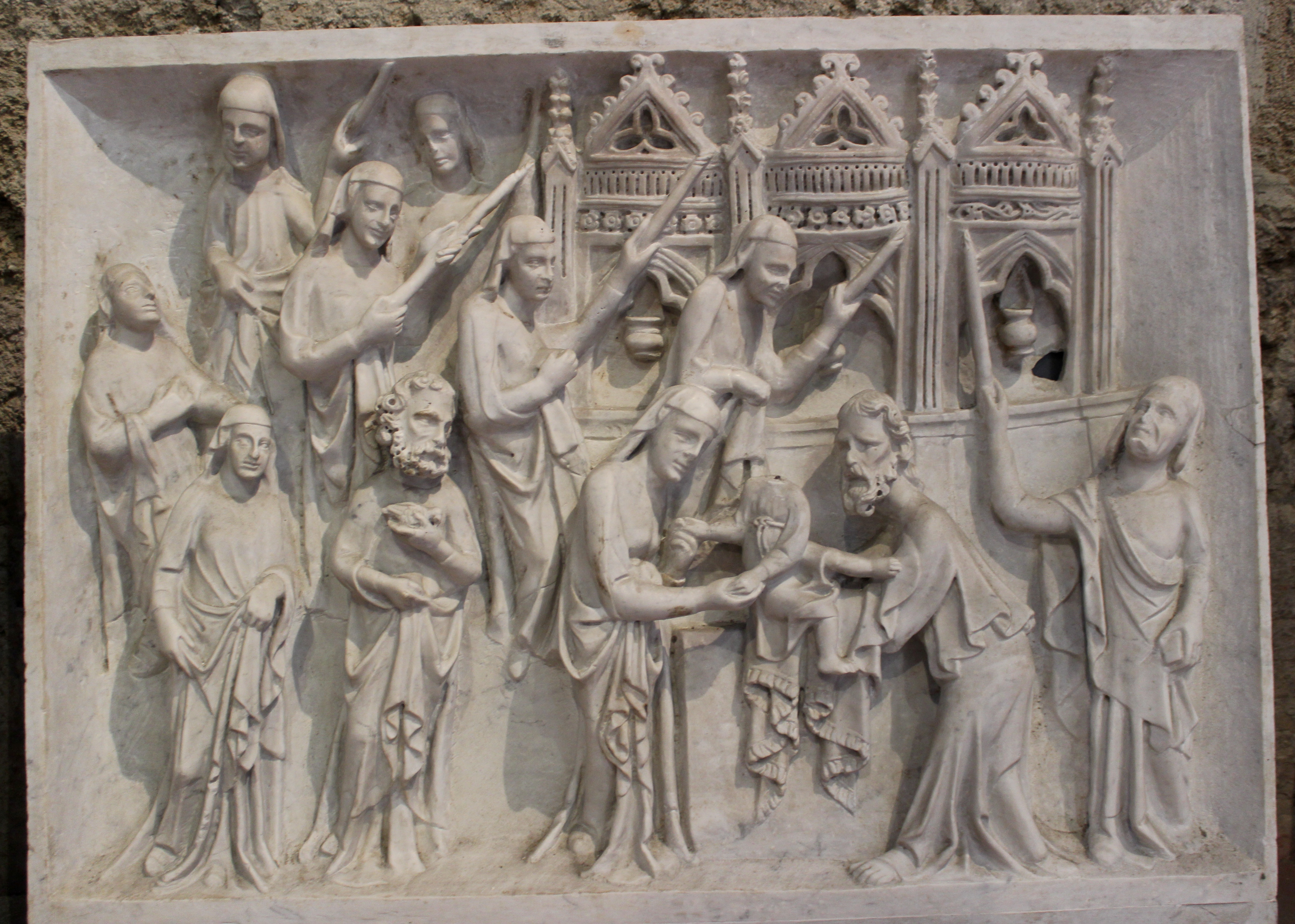
Un dels relleus del púlpit de San Michele in Borgo

L'any 1327 es documenta la seva presència a Barcelona, treballant en l'obra del sepulcre de santa Eulàlia que es troba a la cripta de catedral de Barcelona, i que segueix clarament models i referents de l'escultura pisana consttituïnt una de les mostres més excel·lents de l'italianisme a Catalunya durant els segles del gòtic. Se sap que estava treballant en aquesta obra l'obra l'any 1327, gràcies al document de l'acta de manumissió d'un esclau de l'arquitecte major de la catedral Jaume Fabre, en el qual, di Francesco, va actuar com testimoniatge. També hi fa referència, indirectament, un altre document del mateix any que esmenta la presència d'un escultor pisà a Barcelona.
Es considera proper al seu estil el grup de l'anunciació de la Mare de Déu del santuari de Lluc (Mallorca)
Després de la seva estada a Barcelona, va tornar a Itàlia, on consta que va seguir treballant. Està documentada una intervenció seva a l'església de santa Caterina de Pisa el 1336 (conjuntament amb un fill seu anomenat Gherio). Alguns autors li atribueixen l'autoria de part de les escultures del sepulcre del cardenal Luca Fieschi fet per a la catedral de Gènova i actualment al Museu Diocesà d'aquesta ciutat (va ser realitzat cap a 1336)